# Костюшко-Валюжанич, Антон Антонович
Костюшко-Валюжанич Антон Антонович (1876—1906, Чита) (псевдоним Григорович, Костюшко-Григорович) — революционер, один из руководителей Читинского вооруженного восстания рабочих.

## Биография
Антон Антонович Костюшко-Валюжанич родился в 1876 году. Окончил Псковский кадетский корпус (1894), Павловское военное училище, Екатеринославское высшее горное училище.
В 1900 году вступил в Российскую социал-демократическую рабочую партию, избран в Екатеринославский комитет партии.
В 1901 году арестован и в феврале 1903 году выслан на 5 лет в Сибирь.
В 1904 году вместе с Виктором Курнатовским руководил в Якутске вооруженным выступлением политических ссыльных против местной администрации. Осужден к 12 годам каторжных работ, бежал.
Прибыл в Читу в октябре 1905 года, вошёл в состав Читинского комитета РСДРП, выступал на митингах и собраниях рабочих, вел агитацию и пропаганду среди солдат и казаков. Занимался формированием и обучением рабочих дружин, был руководителем Совета боевых дружин. Вместе с Иваном Бабушкиным, Виктором Курнатовским и другими руководил вооруженным восстанием читинских рабочих.
После падения Читинской Республики отряд генерала Ренненкампфа арестовал зачинщиков и активных участников восстания.
2 (15) марта 1906 на склоне Титовской сопки были расстреляны руководители вооруженного восстания, среди которых был Костюшко-Валюжанич.

## Память
Именем Костюшко-Валюжанича названа одна из улиц Якутска и улица в Центральном районе Читы.
В 1926 году на месте расстрела установлен памятник.
В романе "Восточный бастион" (1972) украинского писателя М. П. Нечая прослеживается биография А. А. Костюшко-Валюжанича.